# O. C. Smith
Ocie Lee Smith (* 21. Juni 1932 in Mansfield, Louisiana; † 23. November 2001 in Los Angeles, Kalifornien), bekannt als O.C. Smith, war ein US-amerikanischer Musiker. Seine Aufnahme von Little Green Apples erreichte Platz 2 auf der Billboard Hot 100 im Jahr 1968 und wurde über eine Million Mal verkauft.

## Biographie
Er wurde in Mansfield, Louisiana geboren, Smith zog mit seinen Eltern nach Little Rock, Arkansas, und nach der Scheidung seiner Eltern mit seiner Mutter nach Los Angeles.
Nach Abschluss seines Psychologiestudiums an der Southern University trat Smith der United States Air Force bei und diente in Europa und Asien. Während seiner Zeit in der Luftwaffe nahm Smith an Talentwettbewerben teil und tourte mit Horace Heidt. Nach seiner Entlassung im Juli 1955 war Smith als Jazzmusiker aktiv, um Geld zu verdienen.
Smith hatte seinen Durchbruch als Sänger zusammen mit Sy Oliver und trat bei Arthur Godfreys Talent Scouts auf. Sein Erfolg in dieser Show führte 1955 zu einem Plattenvertrag mit Cadence Records, bei dem seine Debütveröffentlichung Slow Walk/Forbidden Fruit von 1956 und drei weitere Cadence-Singles nicht erfolgreich waren.
Smith war auch anderweitig als Sänger gefragt und wurde auf Art Mooneys MGM-Coverversion des Little Richard Hits Tutti Frutti. Die Veröffentlichung war kein Erfolg, aber überzeugte MGM Records, Smith einen Solovertrag zu geben, was zu drei weiteren Veröffentlichungen führte, die ebenfalls erfolglos waren.
Im Jahr 1961 wurde Smith von Count Basie als Sänger engagiert, eine Anstellung, die er bis 1965 innehatte. Er nahm auch weiterhin bei verschiedenen Plattenlabels auf. Bis 1968 war Smiths damaliges Label Columbia Records bereit, ihn von seinem Aufnahmevertrag zu befreien, als er zum ersten Mal mit The Son in die Charts bei „Hickory Holler's Tramp“ kam, Platz 2 in der UK Singles Chart erreichte und auch die Top 40 in den Vereinigten Staaten erreichte. 1976 coverte Kenny Rogers den Hit als Country-Song.
Bei den Aufnahmen des von Bobby Russell geschriebenen Lieds Little Green Apples, das am 26. Oktober 1968 auf Platz 2 der Hot 100 kam und Russell den Grammy Award 1969 für das Lied des Jahres einbrachte, änderte Smith den ersten Teil seines Namens in O.C. Die Aufnahme erhielt von der R.I.A.A. eine Zertifizierung für den Verkauf von Musikaufzeichnungen (Goldene Schallplatte) für den Verkauf von einer Million Schallplatten.
Mit Daddy's Little Man und Friend erreichte er die Charts R&B, Adult Contemporary und Billboard Hot 100 in seinem Heimatland. 1977 kehrte er mit Together in die UK-Singles-Charts zurück und erreichte eine Platzierung unter den Top 30.
Nach CBS schloss sich Smith mit Charles Wallert zusammen, der den Titeltrack sowie das Album für Dreams Come True schrieb und produzierte. Das Whatcha Gonna Do-Album führte zu insgesamt 40 Wochen lang zu drei landesweit gecharterten Singles. Dieses Album enthielt Brenda, Du bist mein erster, mein letzter mein alles und Spark Of Love. Zusätzliche Hits The Best Out Of Me und After All Is Said And Done etablierten Smith als Beach Music Star. Smith wurde bei den dritten Beach Music Awards für sechs Preise nominiert und gewann fünf.
Smith wurde Pastor und ist Gründer der City Of Angels Church in Los Angeles, Kalifornien, wo er 16 Jahre lang tätig war. Eine seiner letzten Aufnahmen, Save The Last Dance For Me, erreichte den ersten Platz in der Rhythm-n’-Beach-Top-40-Tabelle.
Am 23. November 2001 starb Smith an einem Herzinfarkt in Los Angeles.

## Nachleben
Kurz nach seinem Tod proklamierte der Gouverneur Jim Hodges am 21. Juni 2002 den „O.C. Smith Day“ im Bundesstaat South Carolina. Smith wurde postum im November 2002 in die Hall of Fame von Beach Music gewählt.
Sein Buch Little Green Apples: God Really Did Make Them, das er zusammen mit James Shaw schrieb, wurde 2003 postum veröffentlicht.

## Diskografie

### Alben
| Jahr | Titel                             | Höchstplatzierung, Gesamtwochen, AuszeichnungChartplatzierungen (Jahr, Titel, Platzierungen, Wochen, Auszeichnungen, Anmerkungen) | Höchstplatzierung, Gesamtwochen, AuszeichnungChartplatzierungen (Jahr, Titel, Platzierungen, Wochen, Auszeichnungen, Anmerkungen) | Höchstplatzierung, Gesamtwochen, AuszeichnungChartplatzierungen (Jahr, Titel, Platzierungen, Wochen, Auszeichnungen, Anmerkungen) | Anmerkungen |
| Jahr | Titel                             | UK | US | R&B | Anmerkungen |
| ---- | --------------------------------- | --- | --- | --- | ----------- |
| 1968 | Hickory Holler Revisited          | UK40 (1 Wo.)UK | US19 (42 Wo.)US | R&B1 (48 Wo.)R&B |             |
| 1969 | O.C. Smith at Home                | — | US58 (16 Wo.)US | R&B7 (20 Wo.)R&B |             |
| 1969 | For Once In My Life               | — | US50 (15 Wo.)US | R&B8 (18 Wo.)R&B |             |
| 1970 | O.C. Smith’s Greatest Hits        | — | US177 (5 Wo.)US | — |             |
| 1971 | Help Me Make It Through The Night | — | US159 (7 Wo.)US | R&B49 (2 Wo.)R&B |             |
| 1982 | Love Changes                      | — | — | R&B61 (5 Wo.)R&B |             |

Weitere Alben
- 1966: The Dynamic O.C. Smith
- 1974: La La Peace Song
- 1977: Together
- 1979: Love Is Forever
- 1980: Dreams Come True
- 1986: What’cha Gonna Do
- 1993: After All Is Said and Done
- 2000: I Give My Heart to You
- 2000: Beach Music Classics and Love Songs

### Singles
| Jahr | Titel Album                                                | Höchstplatzierung, Gesamtwochen, AuszeichnungChartplatzierungen (Jahr, Titel, Album, Platzierungen, Wochen, Auszeichnungen, Anmerkungen) | Höchstplatzierung, Gesamtwochen, AuszeichnungChartplatzierungen (Jahr, Titel, Album, Platzierungen, Wochen, Auszeichnungen, Anmerkungen) | Höchstplatzierung, Gesamtwochen, AuszeichnungChartplatzierungen (Jahr, Titel, Album, Platzierungen, Wochen, Auszeichnungen, Anmerkungen) | Höchstplatzierung, Gesamtwochen, AuszeichnungChartplatzierungen (Jahr, Titel, Album, Platzierungen, Wochen, Auszeichnungen, Anmerkungen) | Anmerkungen |
| Jahr | Titel Album                                                | DE | UK | US | R&B | Anmerkungen |
| ---- | ---------------------------------------------------------- | --- | --- | --- | --- | ----------- |
| 1968 | The Son of Hickory Holler’s Tramp Hickory Holler Revisited | DE19 (8 Wo.)DE | UK2 (15 Wo.)UK | US40 (14 Wo.)US | R&B32 (9 Wo.)R&B |             |
| 1968 | Little Green Apples Hickory Holler Revisited               | — | — | US2 Gold · (17 Wo.)US | R&B2 (14 Wo.)R&B |             |
| 1968 | Isn’t It Lonely Together                                   | — | — | US63 (6 Wo.)US | R&B40 (4 Wo.)R&B |             |
| 1969 | Honey (I Miss You) Hickory Holler Revisited                | — | — | US44 (6 Wo.)US | R&B44 (3 Wo.)R&B |             |
| 1969 | Friend, Lover, Woman, Wife At Home                         | — | — | US47 (9 Wo.)US | R&B25 (4 Wo.)R&B |             |
| 1969 | Daddy’s Little Man                                         | — | — | US34 (7 Wo.)US | R&B9 (7 Wo.)R&B |             |
| 1969 | Me and You                                                 | — | — | — | R&B38 (3 Wo.)R&B |             |
| 1970 | Primrose Lane                                              | — | — | US86 (3 Wo.)US | — |             |
| 1970 | Baby, I Need Your Loving                                   | — | — | US52 (10 Wo.)US | R&B30 (7 Wo.)R&B |             |
| 1971 | Help Me Make It Through the Night                          | — | — | US91 (4 Wo.)US | R&B38 (8 Wo.)R&B |             |
| 1974 | La La Peace Song                                           | — | — | US62 (7 Wo.)US | — |             |
| 1976 | Together                                                   | — | UK25 (8 Wo.)UK | — | R&B62 (11 Wo.)R&B |             |
| 1978 | Love to Burn Love Is Forever                               | — | — | — | R&B34 (13 Wo.)R&B |             |
| 1982 | Love Changes                                               | — | — | — | R&B68 (7 Wo.)R&B |             |
| 1986 | What’cha Gonna Do                                          | — | — | — | R&B53 (14 Wo.)R&B |             |
| 1986 | You’re the First, the Last, My Everything                  | — | — | — | R&B52 (10 Wo.)R&B |             |
| 1987 | Brenda What’cha Gonna Do                                   | — | — | — | R&B58 (11 Wo.)R&B |             |

Weitere Singles
- 1967: That’s Life
- 1968: Main Street Mission
- 1970: Moody
- 1972: Don’t Misunderstand

## Filmografie
- 2009: O.C. Smith: How Sweet It Is